# Poddusroadja
Poddusroadja är en kulle i Finland. Den ligger i Utsjoki kommun i landskapet Lappland, i den norra delen av landet, 1 000 km norr om huvudstaden Helsingfors. Toppen på Poddusroadja är 411 meter över havet, eller 71 meter över den omgivande terrängen. Bredden vid basen är 1,8 km. Poddusroadja ingår i Paistunturit.
Terrängen runt Poddusroadja är platt västerut, men österut är den kuperad. Trakten runt Poddusroadja är nära nog obefolkad, med mindre än två invånare per kvadratkilometer. Det finns inga samhällen i närheten. Omgivningarna runt Poddusroadja är i huvudsak ett öppet busklandskap.